# Rulyrana
A Rulyrana (Centrolenidae) a kétéltűek (Amphibia) osztályába és  a békák (Anura) rendjébe és az üvegbékafélék (Centrolenidae) családjába tartozó nem. A nem nevét Pedro Miguel Ruíz-Carranza kolumbiai és John Douglas Lynch amerikai herpetológus tiszteletére kapta.

## Elterjedésük
A nembe tartozó fajok Ecuadorban, Kolumbiában és Peruban honosak.

## Rendszerezés
A nembe az alábbi fajok tartoznak:
- Rulyrana adiazeta (Ruiz-Carranza & Lynch, 1991)
- Rulyrana flavopunctata (Lynch & Duellman, 1973)
- Rulyrana mcdiarmidi (Cisneros-Heredia, Venegas, Rada & Schulte, 2008)
- Rulyrana saxiscandens (Duellman & Schulte, 1993)
- Rulyrana spiculata (Duellman, 1976)
- Rulyrana susatamai (Ruiz-Carranza & Lynch, 1995)